# جيمس باول (موزع)
جيمس باول (بالإنجليزية: James Paul)‏ هو موزع أمريكي، ولد في 1940.

## وصلات خارجية
- جيمس باول على موقع ميوزك برينز (الإنجليزية)
- جيمس باول على موقع أول ميوزيك (الإنجليزية)